# قطار الرعب (فلم 1972)
قطار الرعب (بالإنجليزية: Horror Express) (بالإسبانية: Pánico en el Transiberiano)، فيلم خيال علمي بريطاني إسباني ناطق باللغة الإنجليزية، تم عرضه سنة 1972 ، مقتبس عن قصة لجون كامبل جونيور 1938 .
الفيلم من إنتاج برنارد غوردون وغريغوريو ساكريستان، وتمثيل كرستوفر لي وبيتر كوشنغ ، تيلي سافالاس والممثل الأرجنتيني ألبرتو دي مندوزا والممثلة الأسبانية سيلفيا تورتوسا.

## قصة الفيلم
تبدأ القصة عام 1906 ، في مقاطعة منشوريا - الصين، حين يقوم فريق البحث الإنجليزي (بقيادة ألكسندر ساكستون) باكتشاف احفور داخل كهف، عمره أكثر من مليون سنه، فيقررون نقله معهم في صندوق إلى بريطانيا، لكي يجرون عليه الأبحاث، لكن في محطه القطار حاول أحد اللصوص الصينيين سرقة هذا الصندوق معتقدا انه يحوي الذهب، لكنه يُقتل، وحين يتفحصون جثته يجدون أن عيناه ابيضت، فيعتقد بوجاردوف أن القتيل الصيني أعمى، حتى يخبره المفتش الروسي ميروف أنه لص محترف.
بوجاردوف (المستشار الروحي للكونتيسة البولندية بتروفسكي) يبدأ بالشك أن في الصندوق شيطان ! فيحاول فتحه، فيمنعه ساكستون، ويتلاسن معه، فيتهمه ساكستون بالغباء، فيطلب المفتش ميروف من ساكستون أن يفصح عما في داخل الصندوق، فيخبرهم أن بداخله احفور متحجر.
يأمر ساكستون الحرس بحمل الصندوق إلى القطار، وتبدأ الرحلة، وفي القطار الدكتور ويلز زميل ساكستون، يعطي رشوه للحارس، لكي يلقي نظره على مابداخل الصندوق عندما يأتي المساء، فيفعل الحارس فيموت، فيحقق المفتش ميروف في الأمر، ويحضر ساكستون وزميله ويلز إلى مكان الجريمة، فيكتشفون أن الاحفور هرب، وبعد مرور عدة أيام يُقتل ايضاً عدد من الحراس ودائماً يجدون الضحايا عيونهم مبيضة.
تتسلل الجاسوسة ناتاشا إلى غرفة الأمتعة لتسرق سبيكة فولاذية تخص الكونت بتروفسكي، فيظهر لها الأحفور في الظلام ويقتلها، فيبحث الدكتور ويلز عن الجاسوسة في غرفة الأمتعة، فيتصارع مع الأحفور، فيقتحم المفتش ميروف المكان ويطلق النار على الأحفور، فينظر إلى عينيه، قبل أن يموت، فيغيب عن الوعي، وبعد أن يستفيق تطرأ عليه التغيرات.

## فريق العمل
| - كريستوفر لي - ألكسندر ساكستون - بيتر كوشنغ - دكتور ويلز - تيلي سافالاس - كازان - سيلفيا تورتوسا - الكونتيسة بتروفسكي - جورج ريغو - ماريون بتروفسكي - خوليو بينيا - المفتش ميروف - ألبرتو دي مندوزا - بوجاردوف | - أليس راينهارت - السيدة ايانز - هيلغا لينه - الجاسوسة - انخيل دل بوزو - المهندس - فيكتور إسرائيل - الحارس - فيث كليفت - الراكبة الأمريكية - خوسيه خاسبي - كونيف - بارتا باري |